# Anissó
Anissó est une ancienne paroisse civile portugaise (en portugais : freguesia) de la municipalité de Vieira do Minho dans le district de Braga. En 2013, elle fusionne avec Soutelo pour former Anissó e Soutelo.

## Géographie
Anissó comprend les lieux-dits de Bairro, Cabo de Além, Calvário, Carvoeiras, Maceira, Poço et Povoinha.

## Histoire
Au XIIe siècle, la localité est connue sous le nom de Nizola. Elle devient une paroisse indépendante au XVIIIe siècle.
La loi no 11-A/2013 du 28 janvier 2013, portant réorganisation administrative du territoire des freguesias, fusionne Anissó avec la paroisse voisine de Soutelo pour former l’União das freguesias de Anissó e Soutelo (dont le siège est à Anissó).